# Allochaeta metatarsalis
Allochaeta metatarsalis är en tvåvingeart som beskrevs av Borgmeier 1924. Allochaeta metatarsalis ingår i släktet Allochaeta och familjen puckelflugor. Inga underarter finns listade i Catalogue of Life.